# Feels Like I'm Falling in Love (chanson)
 (août 2024).
La mise en forme du texte ne suit pas les recommandations de Wikipédia : il faut le « wikifier ».
Les points d'amélioration suivants sont les cas les plus fréquents. Le détail des points à revoir est peut-être précisé sur la page de discussion.
- Les titres sont pré-formatés par le logiciel. Ils ne sont ni en capitales, ni en gras.
- Le texte ne doit pas être écrit en capitales (les noms de famille non plus), ni en gras, ni en italique, ni en « petit »…
- Le gras n'est utilisé que pour surligner le titre de l'article dans l'introduction, une seule fois.
- L'italique est rarement utilisé : mots en langue étrangère, titres d'œuvres, noms de bateaux, etc.
- Les citations ne sont pas en italique mais en corps de texte normal. Elles sont entourées par des guillemets français : « et ».
- Les listes à puces sont à éviter, des paragraphes rédigés étant largement préférés. Les tableaux sont à réserver à la présentation de données structurées (résultats, etc.).
- Les appels de note de bas de page (petits chiffres en exposant, introduits par l'outil «  Source ») sont à placer entre la fin de phrase et le point final[comme ça].
- Les liens internes (vers d'autres articles de Wikipédia) sont à choisir avec parcimonie. Créez des liens vers des articles approfondissant le sujet. Les termes génériques sans rapport avec le sujet sont à éviter, ainsi que les répétitions de liens vers un même terme.
- Les liens externes sont à placer uniquement dans une section « Liens externes », à la fin de l'article. Ces liens sont à choisir avec parcimonie suivant les règles définies. Si un lien sert de source à l'article, son insertion dans le texte est à faire par les notes de bas de page.
- La présentation des références doit suivre les conventions bibliographiques. Il est recommandé d'utiliser les modèles {{Ouvrage}}, {{Chapitre}}, {{Article}}, {{Lien web}} et/ou {{Bibliographie}}. Le mode d'édition visuel peut mettre en forme automatiquement les références.
- Insérer une infobox (cadre d'informations à droite) n'est pas obligatoire pour parachever la mise en page.

Pour une aide détaillée, merci de consulter Aide:Wikification.
Si vous pensez que ces points ont été résolus, vous pouvez retirer ce bandeau et améliorer la mise en forme d'un autre article.
Albums de Coldplay
Music of the Spheres
(2021)
Singles de Coldplay
Let Somebody Go
(2022) We Pray
(2024)
Pistes de Moon Music
Moon Music
(1) We Pray
(3)
"Feels Like I'm Falling in Love" (stylisé en minuscules, sans espaces entre les deux) est une chanson du groupe de rock britannique Coldplay, issue de leur dixième album studio, Moon Music. Elle est sortie le 21 juin 2024 par Parlophone au Royaume-Uni et Atlantic Records aux États-Unis, en tant que single principal de l'album.

## Contexte et composition
Le 13 juin 2024, Coldplay annonce via ses réseaux sociaux que la chanson sortirait le 21 juin. La chanson a été écrite par les membres du groupe et produite par Max Martin, Oscar Holter, Bill Rahko, Daniel Green et Michael Ilbert,. Il échantillonne également "Funeral Singers", interprété par Sylvan Esso et écrit par Tim Rutili.

## Critiques et réceptions
« Feels Like I'm Falling in Love » a reçu des critiques généralement positives de la part des critiques musicaux. Andrew Unterberger de Billboard a décrit la chanson comme « Coldplay faisant généralement ce qu'ils font de mieux : des chansons d'amour avec des couplets mélancoliques et des refrains sanglants dont on se souvient après une seule écoute ». Chris DeVille ' Stereogum a commenté que « malgré l'implication d'un génie de la pop comme Max Martin, qui a également travaillé sur Music of the Spheres de 2021, [cela] ressemble un peu plus à l'impérial Coldplay du milieu des années 2000 avec un peu plus d'éclat ». Derrick Rossignol, qui écrit pour Uproxx, a salué le morceau comme « un morceau luxuriant et exaltant ». En août 2024, la chanson a été nommée pour le meilleur clip rock et le clip vidéo pour le bien aux MTV Video Music Awards.

## Clip vidéo
Le clip de « Feels Like I'm Falling in Love » a été tourné à l'Odéon d'Hérode Atticus à Athènes, en Grèce. Les publications locales ont affirmé que le budget du clip était de 3 millions d'euros, ce qui le classe parmi les clips les plus chers de tous les temps. Les images ont été réalisées par Ben Mor et diffusées le 1er juillet 2024. Natasha Ofili et le Coro de Manos Blancas ont rejoint Coldplay pour interpréter la chanson en langue des signes. Le mois de juillet est célébré comme le mois de la fierté des personnes handicapées. Une vidéo lyrique animée produite par 15 artistes différents est sortie le 22 juillet. Le remix de la chanson par Zerb a également une vidéo, filmée dans les rues d'Helsinki et sortie le 2 août.

## Performances en direct
Le 16 juin 2024, lors de la tournée mondiale Music of the Spheres à Budapest, le groupe a interprété « Feels Like I'm Falling in Love » pour la première fois en public. Le groupe a également interprété la chanson au festival de Glastonbury à Pilton, Somerset, le 29 juin 2024.

## Liste des pistes
Single numérique
1. « Feels Like I'm Falling in Love » – 3:57

Numérique (Zerb x Coldplay)
1. « Feels Like I'm Falling in Love » ( Zerb x Coldplay) – 3:56

## Certifications
| Pays              | Certification | Unités certifiées |
| ----------------- | ------------- | ----------------- |
| Royaume-Uni (BPI) | Argent        | 200 000           |
| France (SNEP)     | Or            | 100 000           |

## Historique des versions
| Région | Date         | Format                     | Version         | Étiquette             | Ref.   |
| ------ | ------------ | -------------------------- | --------------- | --------------------- | ------ |
| Divers | 21 juin 2024 | Téléchargement - Streaming | Original        | Parlophone - Atlantic | [ 20 ] |
| Divers | 2 août 2024  | Téléchargement - Streaming | Zerb X Coldplay | Parlophone - Atlantic | [ 21 ] |
| Italie | 21 juin 2024 | Diffusion radio            | Original        | Warner                | [ 22 ] |